# 白橋昌磨
白橋 昌磨（しらはし しょうま、1989年7月31日 - ）は、日本の経営者、フリーアナウンサー。元さくらんぼテレビ（SAY）アナウンサー。
元SMBC日興証券金融コンサルタント。東京都出身。

## 来歴
東京都出身。立教大学経営学部卒業。
2012年4月、SMBC日興証券に金融コンサルタントとして入社。岐阜支店と大阪支店に勤務。
2016年11月、同社を退社。12月にさくらんぼテレビジョンにアナウンサーとして入社。在局中は同局が土曜日の正午から生放送を行っている「昼ドキ!TV やまがたチョイす」のメインMCを務める。2019年12月、家業を継承するために同局を退社することを発表。
2020年1月より株式会社白橋の取締役営業総括。2021年、「中華そば雲ノ糸 山形あかねヶ丘店」開店の際に制作されたCMに出演。
2022年10月にアジア全域の印刷会社が出展する「Asia Print Award」にて銀賞を受賞し、タイのバンコクで行われた表彰式に出席。同年、モンテディオ山形ファン感謝祭など、山形県内で行われる大規模なイベントでは度々県内を訪れ、MCとして活動をしている。

## 過去の出演番組

### テレビ番組
- さくらんぼテレビ みんなのニュース
- さくらんぼテレビ プライムニュース
- さくらんぼテレビ Live News - キャスター
- 昼ドキ!TV やまがたチョイす - メインMC
- やまがた働くマン
- やまがたラーメン道グランプリ

### CM
- 中華そば雲ノ糸 山形あかねヶ丘店